# ۲۶۷ (پیش از میلاد)
۲۶۷ (پیش از میلاد) ۲۶۷مین سال قبل از تقویم میلادی است.